# Casa de los García-Argüelles
La casa de los García-Argüelles es una casona y capilla de la parroquia de Linares, en el concejo asturiano de San Martín del Rey Aurelio (España). Se encuentra en estado ruinoso. 

## Descripción
La casona, conocida también como casona Argüelles o casa Carrocera, se encuentra en la población de Carrocera, cerca de la localidad de El Entrego. Se trata de una de las pocas casonas solariegas que han sobrevivido en la cuenca minera del Nalón debido a la pérdida de este tipo de patrimonio a causa del empuje demográfico e industrial de los siglos XIX y XX. 
Los García Argüelles eran una de las familias más influyentes de la zona, teniendo casonas en diferentes lugares de San Martín del Rey Aurelio y Langreo. Hasta el siglo XIX este territorio formaba parte del concejo de Langreo. 

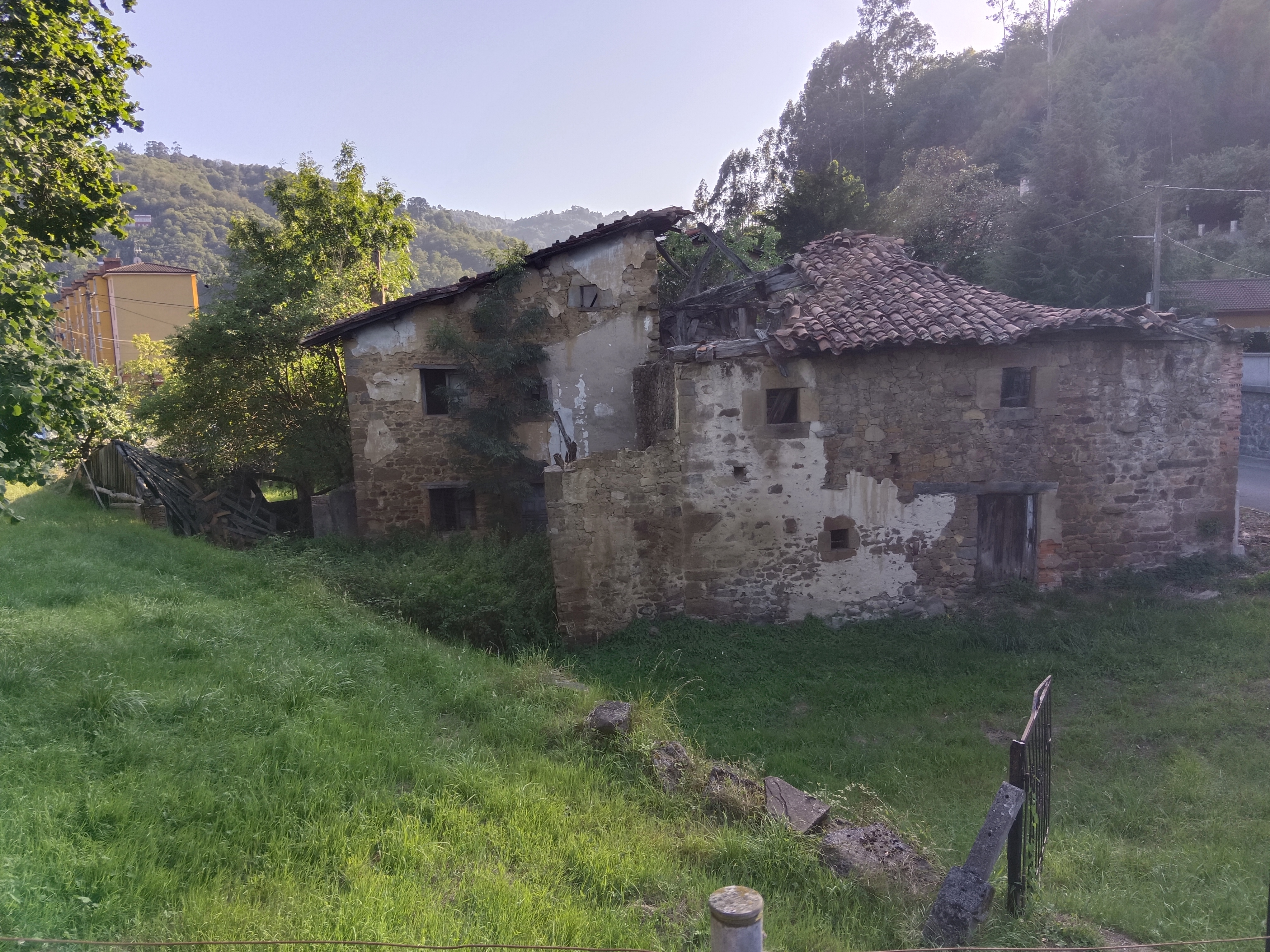
Casona Argüelles en el valle de Carrocera

Se trata de un inmueble de planta rectangular cuya fachada principal es, de forma inusual, uno de los lados cortos. Es un bloque macizo de mampostería y sillar donde las ventanas y puertas se colocan de forma irregular. Cerca de la casa se sitúa la capilla de Santo Domingo, propiedad entonces de la misma familia. De gran sencillez tiene su entrada por arco carpanel sobre pilastras de capitel imposta y una planta cuadrangular con cubierta abovedadas. En la finca también se encuentra una panera y un tejo.
El origen de la casa puede estar vinculado a Juan Bernardo de Quirós, establecida en el siglo XVI en Carrocera. Posteriormente pasaría a los Argüelles. El paso del tiempo ha ido desfigurando su aspecto original.